# Kretoworowate
Kretoworowate, krety workowate (Notoryctidae) – rodzina ssaków z rzędu kretoworokształtnych (Notoryctemorphia). Obejmuje dwa gatunki podobne do złotokretów, występujące w Australii.

## Budowa

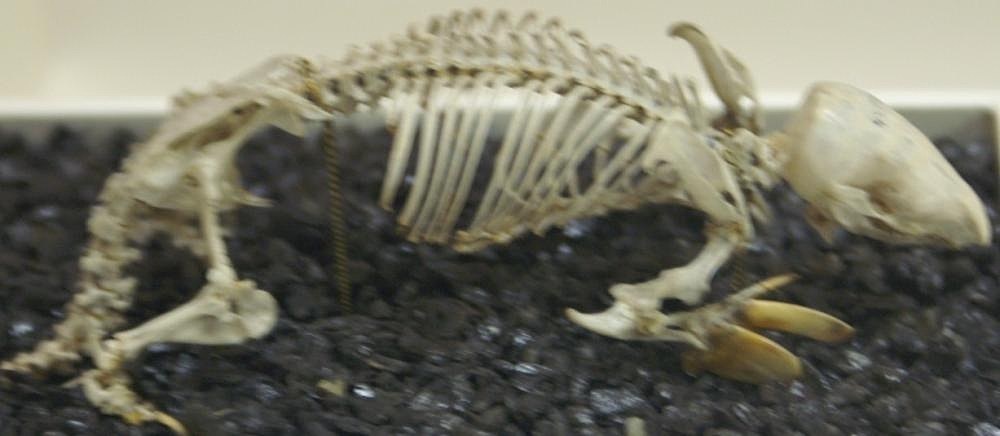
Szkielet kretowora południowego

Pod względem morfologii kretoworowate przypominają zaliczane do łożyskowców złotokretowate. Łączą je podobne rozmiary, ale i wygląd, w tym kształt ciała i ubarwienie futra. W budowie kretoworowatych zwracają uwagę szczątkowe oczy bez soczewek, a nawet źrenic, które nie zapewniają widzenia. Nie występuje także ucho zewnętrzne. Pysk z kolei pokrywa tarcza rogowa. Uzębienie kretoworowatych także wykazuje cechy redukcji, a wręcz degeneracji. Nie stwierdza się diprotodontii ani oligoprotodontii. Zęby zakorzenione są słabo. Szczęka zawiera 3-4 siekacze, pojedynczy kieł, dwa przedtrzonowce i 4 trzonowce, połówka żuchwy natomiast 3 siekacze, 1 kieł, 3 przedtrzonowce i 4 zęby trzonowe. Zarówno siekacze, jak i kły czy przedtrzonowce są tępe. Trzonowce szczęki wykazują zalambdodontyzm. Talonidy trzonowców żuchwy nie zachowały się w toku ewolucji. Z siedmiu kręgów budujących szyjny odcinek kręgosłupa pięć dystalnych zrasta się ze sobą, dzięki czemu może podtrzymywać szyję, gdy kretowór ryje głową w glebie. Na tułowiu występuje dobrze rozwinięta, aczkolwiek osiągająca niewielkie rozmiary torba lęgowa. Nie stwierdza się syndaktylii. Przednie kończyny służą do kopania w ziemi, dlatego też zakończone są pazurami sprawiającymi wrażenie niewielkich łopatek. Szczególnie duże są trójkątne pazury trzeciego i czwartego promienia. Ciało wieńczy krótki i tępo zakończony ogon, którego pokrywę określa się jako skórzastą.

## Systematyka
Do rodziny należy jeden występujący współcześnie rodzaj:
- Notoryctes Stirling, 1891 – kretowór, obejmujący dwa gatunki[6],

Opisano również rodzaj wymarły:
- Naraboryctes Archer, Beck, Gott, Hand, Godthelp & Black, 2011

## Tryb życia
Kretoworowate żyją w glebie. Drążą w niej korytarze, nie budując jednak nor. Ich aktywność przypada i na dzień, i na noc. Przyjmują pokarm mięsny, złożony głównie z larw bezkręgowców, których poszukują zarówno w glebie, jak i na jej powierzchni.